# W. : L'Improbable Président
Pour les articles homonymes, voir W et W (film, 1974).
Pour plus de détails, voir Fiche technique et Distribution.
W. : L'Improbable Président (W.) est un film multinational réalisé par Oliver Stone et sorti en 2008. Le film raconte la vie du 43e président des États-Unis, George W. Bush, de son passé trouble à sa présidence de huit ans à la Maison-Blanche avec notamment l'opération Liberté irakienne ou encore les rapports avec son père George H. W. Bush, 41e président.

## Synopsis
En 1966, George W. Bush, âgé de 20 ans, est à l'université Yale. Il subit notamment le bizutage de la fraternité Delta Kappa Epsilon. Quelque temps plus tard, il est  brièvement emprisonné dans le New Jersey après une rixe lors d'un match de foot. Son père George H. W. Bush — qui l'appelle « Junior » — le fait libérer, le sermonne et lui annonce qu'il ne le sauvera plus. Après la fin de ses études à Yale, il décroche un emploi dans l'industrie pétrolière au Texas, qu'il abandonne après seulement quelques semaines. Il fait alors part à son père de son ambition : travailler dans le baseball professionnel. Son père préfère un autre chemin et parvient à le faire entrer à la Harvard Business School. Mais le jeune George n'en fait qu'à sa tête et s'oppose fréquemment à son père. Jeb est même obligé de les séparer.
En 1977, George W. Bush annonce vouloir se présenter à la chambre des représentants au Congrès comme candidat du 19e district du Texas. Lors d'un barbecue, il rencontre Lane Lane Welch.
En 1986, il devient chrétien Born Again. Contre toute attente son père lui demande de l'assister pour la campagne pour l'élection présidentielle de 1988. En parallèle, il réalise son rêve de travailler dans le baseball en devant le gérant de l'équipe des Rangers du Texas.
En 1994, contre l'avis de ses parents, il se lance dans la course pour devenir gouverneur du Texas. Il est élu en janvier 1995. En 2000, il remporte l'élection présidentielle et devient le 43e président des États-Unis. Sa présidence est marquée par les attentats du 11 septembre 2001, « l'Axe du Mal », le discours « Mission accomplie » ou encore les armes de destruction massive en Irak. À ses côtés, il peut compter sur l'aide de Colin Powell, son vice-président Dick Cheney, le secrétaire à la Défense Donald Rumsfeld ou encore sa conseillère la sécurité nationale Condoleezza Rice.

## Fiche technique
- Titre original : W.
- Titre français : W. : L'Improbable Président
- Accroche : A life misunderestimated[1]
- Réalisation : Oliver Stone
- Scénario : Stanley Weiser
- Direction artistique : Alex Hajdu, John Richardson
- Décors : Derek R. Hill
- Costumes : Michael Dennison
- Photographie : Phedon Papamichael
- Montage : Julie Monroe
- Musique : Paul Cantelon
- Production : Bill Block, Moritz Borman, Eric Kopeloff, Paul Hanson
- Sociétés de production : Emperor Motion Pictures, Global Entertainment Group Co., Ixtlan Corporation, Millbrook Pictures, Omnilab Media, Onda Entertainment, QED International
- Société de distribution : Lionsgate (États-Unis), Metropolitan Filmexport (France)
- Budget : 25,1 millions de dollars[2]
- Pays de production :  États-Unis,  Chine,  Suisse,  Hong Kong,  Australie
- Langues originales : anglais, espagnol
- Format : Couleur - 35 mm - 2.35 : 1 - DTS / Dolby Digital
- Genre : comédie dramatique et biographique, historique
- Durée : 129 minutes
- Dates de sortie[3] :
  - États-Unis : 17 octobre 2008
  - France, Belgique : 29 octobre 2008

## Distribution
- Josh Brolin (VF : Lionel Tua ; VQ : Gilbert Lachance) : George W. Bush
- Colin Hanks (VF : Denis Laustriat) : David Frum
- Toby Jones (VQ : Alain Zouvi) : Karl Rove

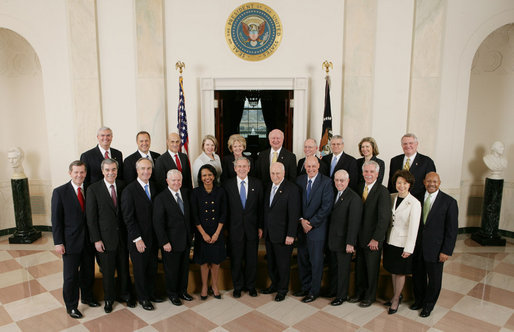
Le cabinet de George W. Bush en 2008

- Dennis Boutsikaris : Paul Wolfowitz
- Jeffrey Wright (VF : Greg Germain) : Colin Powell
- Thandie Newton (VQ : Nathalie Coupal) : Condoleezza Rice
- Scott Glenn (VF : Bernard Tiphaine ; VQ : Claude Préfontaine) : Donald Rumsfeld
- Richard Dreyfuss (VF : Pierre Dourlens ; VQ : Vincent Davy) : Dick Cheney
- Bruce McGill (VF : Jean-Claude de Goros) : George Tenet
- Wes Chatham : Jimmy Benedict
- Jesse Bradford (VF : Alexis Tomassian) : le président de la fraternité
- James Cromwell (VF : Michel Ruhl ; VQ : Jean-Luc Montminy) : George H. W. Bush
- Michael Gaston (VF : Patrice Melennec ; VQ : Daniel Lesourd) : le général Tommy Franks
- Ellen Burstyn (VF : Paule Emmanuele ; VQ : Claudine Chatel) : Barbara Bush
- Noah Wyle (VF : Éric Missoffe ; VQ : Jean-François Beaupré) : Donald Evans
- Jennifer Sipes : Susie Evans
- Jonna Juul-Hansen (VF : Brigitte Aubry) : Jan O'Neill
- Elizabeth Banks (VF : Marie-Eugénie Maréchal ; VQ : Viviane Pacal) : Laura Bush
- Paul Rae (VF : Luc Florian ; VQ : Daniel Picard) : Kent Hance
- James Martin Kelly : un officiel du Conseil de sécurité nationale
- Rob Corddry (VF : Jérome Keen ; VQ : Frédéric Desager) : Ari Fleischer
- Stacy Keach (VF : Denis Boileau) : Earle Hudd
- Ioan Gruffudd : Tony Blair
- Charles Fathy : Jacques Chirac (voix)
- Tom Kemp (VF : Jean-Pierre Leroux) : le Dr David Kay

Sources et légendes : version française (VF) sur RS Doublage ; version québécoise (VQ) sur Doublage.qc.ca

## Production

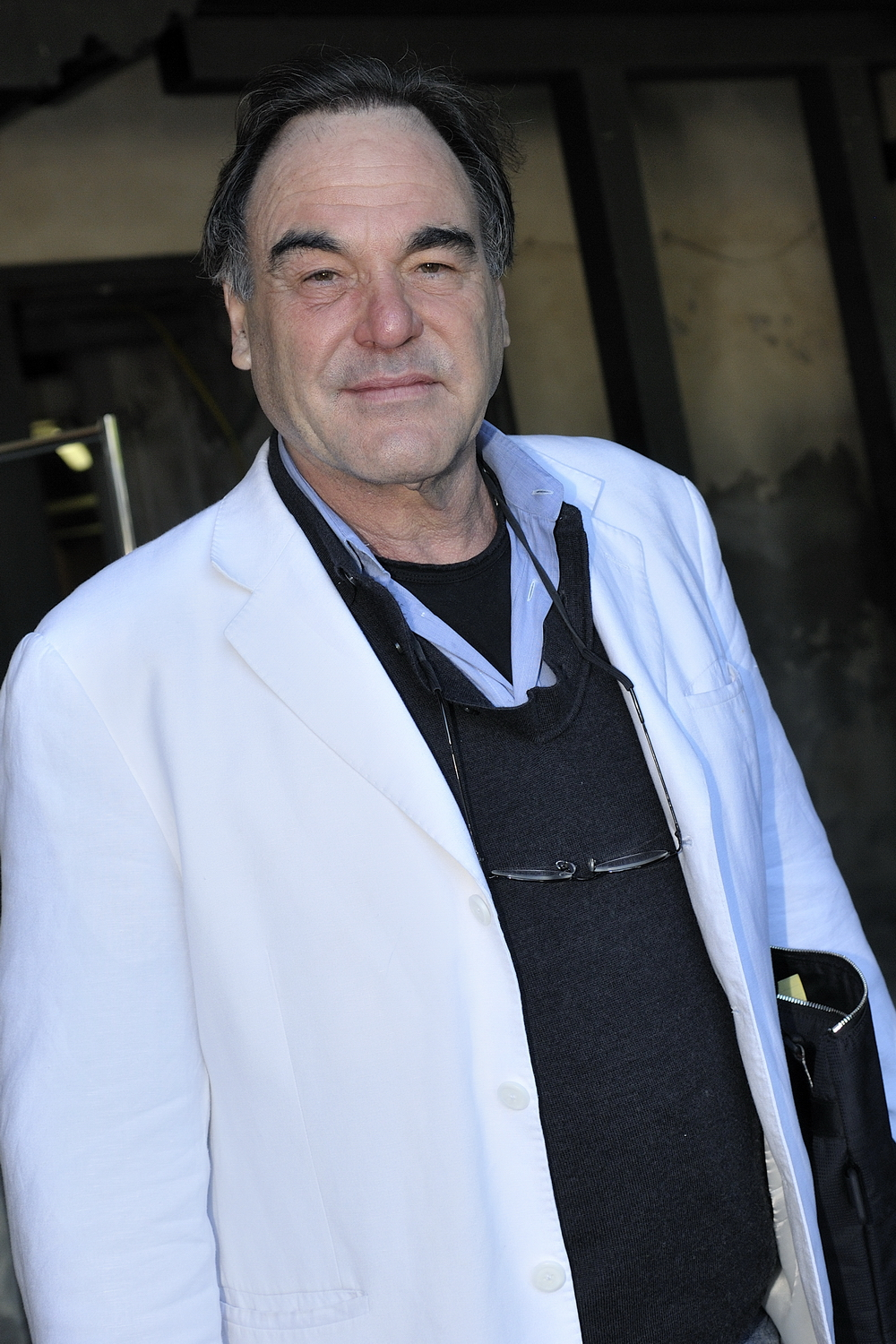
Le scénariste et réalisateur Oliver Stone.

### Genèse du projet
Alors qu'Oliver Stone prépare le film Pinkville sur le massacre de Mỹ Lai, le projet est bloqué par la Grève de la Writers Guild of America de 2007. Il décide alors de concrétiser un autre projet, un film sur George W. Bush, alors que ce dernier est toujours en activité ; cela étant une première aux États-Unis. Auparavant il s'était intéressé à l'assassinat de John F. Kennedy dans JFK (1991) puis à la vie de Richard Nixon dans Nixon (1996), mais tous deux étaient décédés. Le script avait déjà été commencé par Stanley Weiser, avec qui Stone a écrit Wall Street (1987). De plus, Oliver Stone pense à ce moment-là que « si nous ne faisions pas ce film sur Bush tout de suite, il ne verrait jamais le jour, ou du moins pas avant très longtemps. Aujourd'hui les gens ont la mémoire de plus en plus courte, en particulier pour ce qui est de la politique et de l'Histoire, et il fallait absolument faire ce film avant les élections ». Il précise qu'il souhaite un point de vue neutre, sans affiliation démocrate ou républicain mais insère de la satire. Oliver Stone et Stanley Weiser lisent alors 17 livres sur Bush pour être parfaitement documentés.
En raison du sujet, le réalisateur trouve son financement à l'étranger : le film se monte avec des capitaux hongkongais, allemands et australiens. Aucun studio américain n'a voulu mettre de l'argent dans le projet. Bien qu'il ait critiqué l'invasion en Irak en 2008, Oliver Stone déclare qu'il ne veut pas un film polémique et anti-Bush. Il compare son approche à celle de Stephen Frears pour The Queen (2006). Selon Oliver Stone « c'est une approche “en coulisses”, semblable à celle de Nixon, pour donner un sens de ce que c'est qu'être dans sa peau. Mais si Nixon était une symphonie, celui-ci est plutôt de la musique de chambre, et pas aussi sombre dans le ton ».

### Attribution des rôles
Pour incarner George W. Bush, Christian Bale avait initialement été choisi mais après des tests de maquillage et de prothèses non concluants, l'acteur décide de quitter le projet. Oliver Stone n'hésita pas beaucoup pour finalement choisir Josh Brolin qui, selon lui, a de nombreux points communs avec lui : « Je le connaissais depuis des années et je trouvais qu'il y avait un parallèle intéressant entre lui et le personnage de George W. Bush. En tant que fils de star d'Hollywood, Josh a très certainement vécu avec son père, James Brolin, le même genre de crise que George W. Bush avec le sien. Il avait quarante ans quand nous avons tourné le film, exactement l'âge qu'avait Bush quand il a connu son nouvel essor. Josh a grandi avec un père fort et sous les feux de la rampe, comme Bush, et le fait qu'il vienne d'un ranch de Californie m'évoque le côté rural de la petite ville américaine que Bush cultive à Crawford, dans le Texas ». L'acteur déclare avoir été très touché et ému à la lecture du scénario. Il est remarqué que James Brolin interpréta Ronald Reagan en 2003 dans un mini-série à charge (en) contre l'ancien président.
James Cromwell incarne George H. W. Bush. Selon lui, Oliver Stone aurait auparavant proposé le rôle à Warren Beatty et Harrison Ford.
Sean Stone, le fils du réalisateur, incarne l'un des étudiants à la confrérie.

### Tournage
Le tournage débute le 12 mai 2008 à Shreveport en Louisiane. Il ne durera que 9 semaines.

## Accueil

### Critique
Dans les pays anglophones, le film a rencontré un accueil critique allant de mitigé à positif, recueillant 59 % de critiques favorables sur le site Rotten Tomatoes, basé sur 211 commentaires collectés et une note moyenne de 6⁄10. Sur le site Metacritic, il obtient un score de 56⁄100, basé sur 36 commentaires collectés.
En France, le long métrage rencontre un accueil critique mitigé, recueillant une note moyenne de 2.6⁄5 sur Allociné, basé sur 22 « titres de presse » collectés.

### Box-office
Sorti aux États-Unis dans 2,030 salles, W. : L'Improbable président démarre à la quatrième place du box-office pour son premier week-end d'exploitation, avec 10 505 668 $, pour une moyenne de 5,175 $ par salles. Le nombre de salles évolue au fil des semaines, passant à vingt salles supplémentaires en deuxième week-end à une forte baisse, jusqu'à la fin de son exploitation en salles, au vu des baisses des bénéfices engrangées par le film. Le long-métrage rapporte un total de 25 534 493 $ aux États-Unis, après sept semaines restés à l'affiche. Dans le monde, W. a rapporté 29 506 464 $ au box-office. Les recettes au box-office du film sont assez décevantes, au vu de son budget de 25 100 000 $.

## Distinctions

### Récompense
- Hollywood Film Festival 2008 : acteur de l'année pour Josh Brolin[18]

### Nominations
- Satellite Awards 2008 : meilleur acteur pour Josh Brolin
- Irish Film and Television Awards 2009 : meilleur acteur international pour Josh Brolin
- London Film Critics Circle Awards 2009 : acteur de l'année pour Josh Brolin, meilleur second rôle britannique pour Toby Jones (également nommé pour Frost/Nixon)